# Edward Grey Institute of Field Ornithology
Das Edward Grey Institute of Field Ornithology (EGI) ist eine akademische Einrichtung am Fachbereich Zoologie der University of Oxford in England, die Forschungsarbeiten im Bereich der Ornithologie und der allgemeinen Evolutionsökologie und Naturschutzbiologie durchführt, wobei der Schwerpunkt auf Vogelstudien in ihrer natürlichen Umgebung liegt. Es wurde zu Ehren von Edward Grey, 1. Viscount Grey of Fallodon benannt, dem ehemaligen Kanzler der University of Oxford und Außenminister des Vereinigten Königreichs, der ein leidenschaftlicher Vogelbeobachter war.
Das Institut beherbergt die Alexander Library, die bestausgestattete ornithologische Bibliothek in Europa und eine der umfangreichsten der Welt. Sie ist nach dem Zoologen W. B. Alexander benannt.

## Geschichte
Das Edward Grey Institute (EGI) wurde 1938 hauptsächlich mit Mitteln des British Trust for Ornithology (BTO) gegründet und ging aus dem Oxford Bird Census hervor, der erstmals 1927 durchgeführt wurde. Es basiert auf einer Initiative von Edward Max Nicholson, Bernard Tucker und W. B. Alexander und wurde mit dem Ziel gegründet, das wirtschaftliche Studium der Ornithologie zu fördern. Im Jahr 1947 wurde es Teil der neuen Abteilung für zoologische Feldstudien an der University of Oxford, und der BTO konzentrierte sich wieder auf Studienprogramme, die sich auf Amateur-Ornithologen stützten.
Der erste Direktor des noch jungen Instituts war W. B. Alexander. Sein Nachfolger wurde 1945 der ehemalige Lehrer David Lack, einer der Pioniere der Populationsbiologie, der bereits 1943 das Buch The Life of the Robin veröffentlicht hatte. Lack war bis zu seinem Tod im Jahr 1973 Direktor des EGI, arbeitete mit Feldassistenten wie Denis Owen zusammen und leitete die Entwicklung des EGI zu einem international bekannten Zentrum für die Erforschung der Populationsbiologie von Vögeln.
Lack wurde 1974 von Christopher M. Perrins abgelöst, der das Amt bis zu seiner offiziellen Pensionierung im Jahr 2002 innehatte. Während dieser Zeit weitete sich die Arbeit am EGI von der Populationsbiologie auf das neue Gebiet der Verhaltensökologie aus, wobei John Krebs und Nicholas Barry Davies (damals in Oxford, später Professor für Verhaltensökologie in Cambridge) als Co-Autoren an den Lehrbüchern mitwirkten, die dieses Gebiet definierten. Das EGI war auch das Zentrum für die Arbeit am Standardwerk The Birds of the Western Palearctic von Stanley Cramp, die in den 1990er Jahren abgeschlossen wurde, und es wurde immer bedeutender als Ausbildungszentrum für Ornithologen, die später eine bedeutende Rolle im Naturschutz spielen sollten.
Nach Perrins’ Pensionierung führte eine umfangreiche Stiftung zu Ehren von Luc Hoffmanns 80. Geburtstag zur Einrichtung des Luc-Hoffmann-Lehrstuhls für Feldornithologie. Ben Sheldon wurde zum ersten Inhaber dieses Lehrstuhls und 2004 zum Direktor des EGI gewählt.
Wissenschaftliche Studien über Vögel werden auf allen Kontinenten durchgeführt, und die Hauptforschungsthemen des EGI, Populations- und Evolutionsökologie der Vögel, werden durch ein sehr breites Spektrum von Forschungsaktivitäten ergänzt.